# 24 Heures de Spa 2006
Navigation
Édition précédente Édition suivante
Les 24 Heures de Spa 2006, disputées les 29 juillet 2006 et 30 juillet 2006 sur le circuit de Spa-Francorchamps, sont la cinquante-neuvième édition de l'épreuve et la quatrième courses du championnat FIA GT 2006.

## Course

### Classement de la course
| Pos. | Catégorie | N°  | Écurie                    | Pilotes                                                                    | Châssis                       | Moteur                 | Pneus | Tours/Abandon |
| 1    | GT1       | 1   | Vitaphone Racing Team     | Andrea Bertolini Michael Bartels Eric van de Poele                         | Maserati MC12 GT1             | Maserati 6,0 L V12     | P     | 589           |
| 2    | GT1       | 5   | Phoenix Racing            | Andrea Piccini Jean-Denis Delétraz Marcel Fässler Stéphane Lemeret         | Aston Martin DBR9             | Aston Martin 6,0 L V12 | M     | 589           |
| 3    | GT1       | 4   | GLPK Carsport             | Mike Hezemans Bert Longin Anthony Kumpen Kurt Mollekens                    | Chevrolet Corvette C6.R       | Chevrolet 7,0 L V8     | M     | 580           |
| 4    | GT1       | 23  | Aston Martin Racing BMS   | Christian Pescatori Fabio Babini Peter Kox Tomáš Enge                      | Aston Martin DBR9             | Aston Martin 6,0 L V12 | P     | 578           |
| 5    | GT1       | 34  | PSI Experience            | Jos Menten Jean-Philippe Belloc Patrick Bornhauser Fréderic Bouvy          | Chevrolet Corvette C6.R       | Chevrolet 7,0 L V8     | D     | 565           |
| 6    | GT2       | 59  | AF Corse                  | Mika Salo Rui Águas Timo Scheider                                          | Ferrari F430 GTC              | Ferrari 4,0 L V8       | P     | 560           |
| 7    | GT2       | 58  | AF Corse                  | Jaime Melo Matteo Bobbi Stéphane Ortelli                                   | Ferrari F430 GTC              | Ferrari 4,0 L V8       | P     | 557           |
| 8    | GT1       | 9   | Zakspeed Racing           | Jaroslav Janiš Sascha Bert Andrea Montermini Jan Charouz                   | Saleen S7-R                   | Ford 7,0 L V8          | M     | 554           |
| 9    | GT2       | 62  | Scuderia Ecosse           | Nathan Kinch Andrew Kirkaldy Marino Franchitti                             | Ferrari F430 GTC              | Ferrari 4,0 L V8       | M     | 548           |
| 10   | GT2       | 80  | Spyker Squadron           | Jeroen Bleekemolen Jonny Kane Donny Crevels                                | Spyker C8 Spyder GT2-R        | Audi 3,8 L V8          | D     | 541           |
| 11   | GT1       | 36  | PSI Experience            | Pertti Kuismanen Markus Palttala Bernard Dehez Vincent Radermecker         | Chevrolet Corvette C5-R       | Chevrolet 7,0 L V8     | D     | 530           |
| 12   | GT2       | 66  | Team Felbermayr Proton    | Christian Reid Gerold Reid Horst Felbermayr, Sr. Horst Felbermayr, Jr.     | Porsche 911 GT3 RSR (996)     | Porsche 3,6 L Flat-6   | M     | 530           |
| 13   | GT2       | 63  | Scuderia Ecosse           | Tim Mullen Chris Niarchos Allan Simonsen                                   | Ferrari F430 GTC              | Ferrari 4,0 L V8       | M     | 524           |
| 14   | G2        | 197 | Manthey Racing Porsche AG | Lucas Luhr Sascha Maassen Marcel Tiemann                                   | Porsche 911 GT3 RSR (997)     | Porsche 3,8 L Flat-6   | M     | 518           |
| 15   | G2        | 111 | Manthey Racing Porsche AG | Timo Bernhard Marc Lieb Pedro Lamy                                         | Porsche 911 GT3 RSR (997)     | Porsche 3,8 L Flat-6   | M     | 512           |
| 16   | GT2       | 78  | Ice Pol Racing Team       | Yves Lambert Christian Lefort Marc Goossens Marc Duez                      | Porsche 911 GT3 RS (996)      | Porsche 3,6 L Flat-6   | D     | 512           |
| 17   | G3        | 116 | Signa Racing              | Patrick Chaillet Laurent Nef Loïc Deman Christophe Geoffroy                | Dodge Viper Competition Coupe | Dodge 8,3 L V10        | P     | 511           |
| 18   | GT2       | 71  | RSV Motorsport            | Ronald Severin Domingo Romero Michel Ligonnet Peter Sundberg               | Ferrari F430 GTC              | Ferrari 4,0 L V8       | M     | 510           |
| 19   | GT2       | 72  | AB Motorsport             | Antonio De Castro Bruno Barbaro Renato Premoli                             | Porsche 911 GT3 RS (996)      | Porsche 3,6 L Flat-6   | D     | 507           |
| 20   | G3        | 195 | Prospeed Competition      | François Duval Christophe Kerkhove Christian Kelders Pascal Nelissen-Grade | Porsche 911 GT3 Cup (996)     | Porsche 3,6 L Flat-6   | M     | 504           |
| 21   | G2        | 179 | JMB Racing                | Didier de Radiguès Charles de Pauw Alain van den Hove Paul Belmondo        | Ferrari 360 Modena GTC        | Ferrari 3,6 L V8       | P     | 498           |
| 22   | G2        | 199 | Race Alliance             | Lukas Lichtner-Hoyer Thomas Gruber Klaus Engelhorn Armand Fumal            | BMW M3 GTR (E46)              | BMW 3,2 L L6           | P     | 492           |
| 23   | G3        | 113 | Pouchelon Racing          | Gilles Duqueine Gaël Lesoudier Benoît Rousselot Stéphane Lacroix-Wasover   | Dodge Viper Competition Coupe | Dodge 8,3 L V10        | M     | 484           |
| 24   | G3        | 117 | Jean-Charles Levy         | Philippe Levy Jean-Charles Levy Michel Mitieus Gérard Tremblay             | Porsche 911 GT3 Cup (996)     | Porsche 3,6 L Flat-6   | D     | 481           |
| 25   | GT2       | 74  | Ebimotors                 | Luigi Moccia Emanuele Busnelli Johnny Mowlem                               | Porsche 911 GT3 RSR (996)     | Porsche 3,6 L Flat-6   | P     | 468           |
| 26   | G2        | 194 | Prospeed Competition      | Rudi Penders Franz Lamot Jean-François Hemroulle                           | Porsche 911 GT3 RS (996)      | Porsche 3,6 L Flat-6   | M     | 464           |
| 27   | G2        | 107 | Red Racing                | Romain Yvon Thierry Stépec Hervé Knapick Olivier Muytjens                  | Chrysler Viper GTS-R          | Chrysler 8,0 L V10     | P     | 441           |
| 28   | G3        | 121 | Speedlover                | Julien Schell Jürgen van Hover Roger Grouwels                              | Porsche 911 GT3 Cup (996)     | Porsche 3,6 L Flat-6   | ?     | 437           |
| 29   | GT1       | 33  | Race Alliance             | Karl Wendlinger Philipp Peter Christophe Bouchut Robert Lechner            | Aston Martin DBR9             | Aston Martin 6,0 L V12 | D     | 413           |
| Abd. | GT2       | 70  | GPC Sport                 | Gabriele Gardel Fabrizio De Simone Luca Drudi Marco Cioci                  | Ferrari F430 GTC              | Ferrari 4,0 L V8       | P     | 390           |
| Abd. | G3        | 110 | GPR Racing                | Nicolas de Gastines Philippe Haezebrouck Tom Cloet                         | Porsche 911 GT3 Cup (997)     | Porsche 3,6 L Flat-6   | ?     | 388           |
| Abd. | GT2       | 52  | Renauer Motorsport Team   | Wolfgang Kaufmann Luca Moro Manfred Jurasz Darryl O'Young                  | Porsche 911 GT3 RSR (996)     | Porsche 3.6L Flat-6    | D     | 307           |
| Abd. | G3        | 115 | BMS Scuderia Italia       | Franco Groppi Toni Seiler Davide Stancheris Diego Alessi                   | Aston Martin DBRS9            | Aston Martin 6,0 L V12 | P     | 264           |
| Abd. | G3        | 105 | First Motorsport          | Jean-Claude Meert Peter Van Delm Maxime Martin Dries Heyman                | Porsche 911 GT3 Cup (996)     | Porsche 3,6 L Flat-6   | P     | 232           |
| Abd. | GT1       | 24  | Aston Martin Racing BMS   | Fabrizio Gollin Miguel Ramos Gabriele Lancieri Matteo Malucelli            | Aston Martin DBR9             | Aston Martin 6,0 L V12 | P     | 179           |
| Abd. | GT2       | 56  | JMB Racing                | Antoine Gosse Peter Kutemann Jean-Pierre Malcher                           | Ferrari F430 GTC              | Ferrari 4,0 L V8       | P     | 144           |
| Abd. | GT2       | 75  | Ebimotors                 | Emmanuel Collard Luca Riccitelli Romain Dumas                              | Porsche 911 GT3 RSR (996)     | Porsche 3,6 L Flat-6   | P     | 141           |
| Abd. | GT2       | 55  | JMB Racing                | Tim Sugden Iradj Alexander Jean-Michel Martin Stéphane Daoudi              | Ferrari F430 GTC              | Ferrari 4,0 L V8       | P     | 133           |
| Abd. | G3        | 114 | Pouchelon Racing          | Anthony Reid Ian Khan (en) Paul van Splunteren Maxime Dumarey              | Dodge Viper Competition Coupe | Dodge 8,3 L V10        | M     | 125           |
| Abd. | G3        | 118 | Pilotage Passion          | Christian Beau Philippe Nozière Rémy Brouard Olivier Baron                 | Dodge Viper Competition Coupe | Dodge 8,3 L V10        | P     | 55            |
| Abd. | GT1       | 35  | Renstal Excelsior         | Geoffroy Horion Maxime Soulet David Hart Chris Buncombe                    | Chevrolet Corvette C5-R       | Chevrolet 7,0 L V8     | M     | 52            |
| Abd. | GT1       | 2   | Vitaphone Racing Team     | Thomas Biagi Jamie Davies Vincent Vosse                                    | Maserati MC12 GT1             | Maserati 6,0 L V12     | P     | 44            |
| Abd. | G2        | 101 | Belgian Racing            | Bas Leinders Renaud Kuppens Jérôme d'Ambrosio                              | Gillet Vertigo Streiff        | Alfa Romeo 3,6 L V6    | D     | 43            |